# Список лауреатів Нобелівської премії з хімії

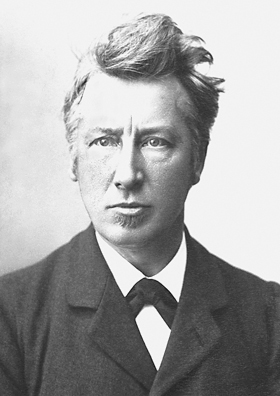
Якоб Гендрік Вант-Гофф (1852—1911) був першим Нобелівським лауреатом з хімії — за відкриття законів хімічної динаміки та осмотичного тиску в розчинах

Нобелівська премія з хімії (швед. Nobelpriset i kemi) — вища нагорода за наукові досягнення в області хімії, яку щорічно присуджує Шведська королівська академія наук у Стокгольмі. Кандидатів у лауреати премії висуває Нобелівський комітет з хімії. Премія є однією з п'яти заснованих згідно із заповітом шведського хіміка Альфреда Нобеля (пом. в 1896 році) від 1895 року, які присуджують за видатні досягнення в хімії, фізиці, літературі, фізіології та медицини та за внесок у встановлення миру.
Перша Нобелівська премія з хімії була присуджена в 1901 році Якобу Вант-Гоффу з Нідерландів. Кожен лауреат отримує медаль, диплом та грошову винагороду, сума якої змінюється протягом років. Нагороду присуджують у Стокгольмі на щорічній церемонії 10 грудня — в річницю смерті Нобеля.

## Лауреати
Щонайменше 25 лауреатів здобули Нобелівську премію за свій внесок в галузь органічної хімії — це більше, ніж в будь-який інший хімічний розділ. Двом лауреатам — німцям Ріхарду Куну (1938) та Адольфу Бутенандту (1939) — їхній уряд не дозволив прийняти премію. Пізніше вони отримали медалі та дипломи, але не гроші. Двоє хіміків отримували Нобелівські премії з хімії двічі: Фредерік Сенгер — в 1958 та 1980 і Баррі Шарплесс — у 2001 і 2022 роках. Ще двоє отримали по дві Нобелівські премії з різних дисциплін — Марія Кюрі (з фізики в 1903 році та з хімії в 1911 році) та Лайнус Полінг (з хімії в 1954 році та миру в 1962 році). Зі 189 лауреатів (станом на 2022 рік) семеро — жінки: Марія Кюрі, Ірен Жоліо-Кюрі, Дороті Ходжкін, Ада Йонат, Френсіс Арнольд, Емманюель Шарпантьє, Дженніфер Дудна та Каролін Бертоцці. За всю історію Нобелівської премії з хімії було вісім перерв її присудження: у 1916, 1917, 1919, 1924, 1933 та 1940—1942 роках.
1901–1910 •
1911–1920 •
1921–1930 •
1931–1940 •
1941–1950 •
1951–1960 •
1961–1970 •
1971–1980 •
1981–1990 •
1991–2000 •
2001–2010 •
2011—2020 •
2021—сьогодення

### 1901—1910
| Рік  | Портрет | Ім'я                               | Країна                        | Обґрунтування |
| ---- | ------- | ---------------------------------- | ----------------------------- | --- |
| 1901 |         | Якоб Хендрік Вант-Гофф (1852—1911) | Нідерланди                    | «На знак визнання величезної важливості відкриття законів хімічної динаміки та осмотичного тиску в розчинах»                                                              |
| 1902 |         | Герман Еміль Фішер (1852—1919)     | Німеччина                     | «За експерименти з синтезу речовин з сахароїдними і пуриновими групами»                                                                                                   |
| 1903 |         | Сванте Август Арреніус (1859—1927) | Швеція                        | «Як факт визнання особливого значення теорії електролітичної дисоціації для розвитку хімії»                                                                               |
| 1904 |         | Вільям Рамзай (1852—1916)          | Велика Британія               | «На знак визнання відкриття їм в атмосфері різних інертних газів і визначення їх місця в періодичній системі»                                                             |
| 1905 |         | Адольф фон Байер (1835—1917)       | Німеччина                     | «За заслуги в розвитку органічної хімії і хімічної промисловості завдяки роботам з хімії органічних барвників і гідроароматичних сполук»                                  |
| 1906 |         | Анрі Муассан (1852—1907)           | Франція                       | «За отримання елементу фтору і введення в лабораторну і промислову практику електричної печі названої його ім'ям»                                                         |
| 1907 |         | Едуард Бюхнер (1860—1917)          | Німеччина                     | «За проведену науково-дослідну роботу з біологічної хімії і відкриття позаклітинної ферментації»                                                                          |
| 1908 |         | Ернест Резерфорд (1871—1937)       | Велика Британія Нова Зеландія | «За дослідження в області розпаду елементів в хімії радіоактивних речовин»                                                                                                |
| 1909 |         | Вільгельм Оствальд (1853—1932)     | Німеччина                     | «Знак визнання виконаної ним роботи з вивчення каталізу, а також за дослідження основних принципів управління хімічною рівновагою і швидкостями реакції»                  |
| 1910 |         | Отто Валлах (1847—1931)            | Німеччина                     | «На знак визнань його досягнень в області розвитку органічної хімії і хімічної промисловості, а також за те, що він першим здійснив роботу в області аліциклічних сполук» |

### 1911—1920
| Рік  | Портрет                | Ім'я                                  | Країна                 | Обґрунтування |
| ---- | ---------------------- | ------------------------------------- | ---------------------- | --- |
| 1911 |                        | Марія Кюрі (1867—1934)                | Франція                | «За видатні заслуги в розвитку хімії: відкриття елементів радію і полонія, виділення радію і вивчення природи та сполук цього чудового елементу» |
| 1912 |                        | Віктор Гріньяр (1871—1935)            | Франція                | «За відкриття реактиву Гріньяра, що сприяв розвитку органічної хімії»                                                                            |
| 1912 |                        | Поль Сабатьє (1854—1941)              | Франція                | «За метод гідрогенізації органічних сполук у присутності дрібнодисперсних металів, який різко стимулював розвиток органічної хімії»              |
| 1913 |                        | Альфред Вернер (1866—1919)            | Швейцарія              | «За роботу про природу зв'язків атомів у молекулах в області неорганічної хімії»                                                                 |
| 1914 |                        | Теодор Вільям Річардс (1868—1928)     | США                    | «За точне визначення атомних мас великого числа хімічних елементів»                                                                              |
| 1915 |                        | Ріхард Мартін Вільштеттер (1872—1942) | Німеччина              | «За дослідження фарбувальних речовин рослинного світу, особливо хлорофілу»                                                                       |
| 1916 | Премію не присуджували | Премію не присуджували                | Премію не присуджували | Премію не присуджували |
| 1917 | Премію не присуджували | Премію не присуджували                | Премію не присуджували | Премію не присуджували |
| 1918 |                        | Фріц Габер (1868—1934)                | Німеччина              | «За синтез аміаку зі складових елементів» |
| 1919 | Премію не присуджували | Премію не присуджували                | Премію не присуджували | Премію не присуджували |
| 1920 |                        | Вальтер Герман Нернст (1864—1941)     | Німеччина              | «На знак визнання його робіт із термодинаміки»                                                                                                   |

### 1921—1930
| Рік  | Портрет                | Ім'я                                      | Країна                 | Обґрунтування |
| ---- | ---------------------- | ----------------------------------------- | ---------------------- | --- |
| 1921 |                        | Фредерік Содді (1877—1956)                | Нідерланди             | «За внесок в хімію радіоактивних речовин і за дослідження походження і природи ізотопів» |
| 1922 |                        | Френсіс Вільям Астон (1877—1945)          | Велика Британія        | «За зроблене з допомогою винайденого ним мас-спектрографа відкриття ізотопів великого числа нерадіоактивних елементів і за формулювання правила цілих чисел»                                                                                                   |
| 1923 |                        | Фріц Прегль (1869—1930)                   | Австрія                | «За винахід методу мікроаналізу органічних речовин» |
| 1924 | Премію не присуджували | Премію не присуджували                    | Премію не присуджували | Премію не присуджували |
| 1925 |                        | Ріхард Адольф Зігмонді (1865—1929)        | Німеччина, Угорщина    | «За встановлення гетерогенної природи колоїдних розчинів і за розроблені у зв'язку з цим методи, що мають фундаментальне значення в сучасній колоїдної хімії, оскільки всі прояви органічного життя врешті-решт пов'язані з колоїдним середовищем протоплазми» |
| 1926 |                        | Теодор Сведберг (1884—1941)               | Швеція                 | «За роботи в області дисперсних систем» |
| 1927 |                        | Генріх Отто Віланд (1877—1957)            | Німеччина              | «За дослідження жовчних кислот і будови багатьох схожих речовин» |
| 1928 |                        | Адольф Отто Рейнгольд Віндаус (1876—1959) | Німеччина              | «За роботи з вивчення будови стеринів і їх зв'язки з вітамінною групою» |
| 1929 |                        | Артур Гарден (1865—1940)                  | Велика Британія        | «За дослідження ферментації цукру і ферментів бродіння» |
| 1929 |                        | Ханс фон Ейлер-Хельпін (1873—1964)        | Німеччина              | «За дослідження ферментації цукру і ферментів бродіння» |
| 1930 |                        | Ганс Фішер (1881—1945)                    | Німеччина              | «За дослідження будови геміна і хлорофілу, особливо за синтез геміна» |

### 1931—1940
| Рік  | Портрет                | Ім'я                                    | Країна                 | Обґрунтування |
| ---- | ---------------------- | --------------------------------------- | ---------------------- | --- |
| 1931 |                        | Карл Бош (1874—1940)                    | Німеччина              | «За заслуги із запровадження і розвитку методів високого тиску в хімії, що є епохальною подією в області хімічної технології»                                                      |
| 1931 |                        | Фрідріх Бергіус (1884—1949)             | Німеччина              | «За заслуги із запровадження і розвитку методів високого тиску в хімії, що є епохальною подією в області хімічної технології»                                                      |
| 1932 |                        | Ірвінг Ленгмюр (1881—1957)              | США                    | «За відкриття і дослідження в області хімії поверхневих явищ» |
| 1933 | Премію не присуджували | Премію не присуджували                  | Премію не присуджували | Премію не присуджували |
| 1934 | Гарольд Клейтон Юрі    | Гарольд Клейтон Юрі (1893—1981)         | США                    | «За відкриття важкого водню — дейтерію, використовуваного для отримання важкої води (сповільнювача в ядерних реакторах), а також як індикатор біохімічних реакцій в живій тканині» |
| 1935 |                        | Фредерік Жоліо-Кюрі (1900—1958)         | Франція                | «За виконаний синтез нових радіоактивних елементів» |
| 1935 |                        | Ірен Жоліо-Кюрі (1897—1956)             | Франція                | «За виконаний синтез нових радіоактивних елементів» |
| 1936 |                        | Петер Йозеф Вільгельм Дебай (1884—1966) | Нідерланди             | «За внесок в розуміння молекулярної структури в ході досліджень дипольних явищ і дифракції рентгенівських променів і електронів в газах»                                           |
| 1937 |                        | Волтер Норман Говорт (1883—1950)        | США                    | «За дослідження вуглеводів і вітаміну С» |
| 1937 |                        | Пауль Каррер (1889—1971)                | Швейцарія              | «За дослідження каротиноїдів і флавінов, а також за вивчення вітамінів А і В2» |
| 1938 |                        | Ріхард Кун (1900—1967)                  | Німеччина              | «За його роботу з вивчення каротиноїдів і вітамінів» |
| 1939 |                        | Адольф Бутенандт (1903—1995)            | Німеччина              | «За роботи по статевих гормонах» |
| 1939 |                        | Леопольд Ружичка (1887—1976)            | Швейцарія              | «За роботи по поліметиленах і вищих терпенах» |
| 1940 | Премію не присуджували | Премію не присуджували                  | Премію не присуджували | Премію не присуджували |

### 1941—1950
| Рік  | Портрет                | Ім'я                                | Країна                 | Обґрунтування |
| ---- | ---------------------- | ----------------------------------- | ---------------------- | --- |
| 1941 | Премію не присуджували | Премію не присуджували              | Премію не присуджували | Премію не присуджували |
| 1942 | Премію не присуджували | Премію не присуджували              | Премію не присуджували | Премію не присуджували |
| 1943 |                        | Дьєрдь де Хевеші (1885—1966)        | Угорщина               | «За роботу із використання ізотопів як мічених атомів при вивченні хімічних процесів»                                            |
| 1944 |                        | Отто Ган (1879—1968)                | Німеччина              | «За відкриття розщеплювання важких ядер»                                                                                         |
| 1945 |                        | Арттурі Ілмарі Віртанен (1895—1973) | Фінляндія              | «За дослідження і винаходи в галузі агрохімії і хімії живильних речовин, особливо за метод консервації кормів»                   |
| 1946 |                        | Джеймс Самнер (1887—1955)           | США                    | «За відкриття явища кристалізації ферментів»                                                                                     |
| 1946 |                        | Джон Говард Нортроп (1891—1987)     | США                    | «За отримання в чистому вигляді вірусних білків»                                                                                 |
| 1946 |                        | Венделл Мередіт Стенлі (1904—1971)  | США                    | «За отримання в чистому вигляді вірусних білків»                                                                                 |
| 1947 |                        | Роберт Робінсон (1886—1975)         | Велика Британія        | «За дослідження рослинних продуктів великої біологічної важливості, особливо алкалоїдів»                                         |
| 1948 |                        | Арне Тіселіус (1902—1971)           | Швеція                 | «За дослідження електрофорезу і адсорбційного аналізу, особливо за відкриття, пов'язане з комплексною природою білків сироватки» |
| 1949 |                        | Вільям Джіок (1895—1982)            | США                    | «За внесок в хімічну термодинаміку, особливо в ту її галузь, яка вивчає поведінку речовин при екстремально низьких температурах» |
| 1950 |                        | Отто Пауль Герман Дільс (1876—1954) | Німеччина              | «За відкриття і розвиток дієнового синтезу»                                                                                      |
| 1950 |                        | Курт Альдер (1902—1958)             | Німеччина              | «За відкриття і розвиток дієнового синтезу»                                                                                      |

### 1951—1960
| Рік  | Портрет                   | Ім'я                                       | Країна          | Обґрунтування |
| ---- | ------------------------- | ------------------------------------------ | --------------- | --- |
| 1951 |                           | Едвін Маттісон Макміллан (1907—1991)       | США             | «За відкриття в області хімії трансуранових елементів»                                                                   |
| 1951 |                           | Гленн Теодор Сіборг (1912—1999)            | США             | «За відкриття в області хімії трансуранових елементів»                                                                   |
| 1952 |                           | Арчер Джон Портер Мартін (1910—2002)       | Велика Британія | «За відкриття методу розподільної хроматографії»                                                                         |
| 1952 |                           | Річард Лоуренс Міллінгтон Сінг (1914—1994) | Велика Британія | «За відкриття методу розподільної хроматографії»                                                                         |
| 1953 | Герман Штаудінгер         | Герман Штаудінгер (1881—1965)              | Німеччина       | «За дослідження в області хімії високомолекулярних речовин»                                                              |
| 1954 | Лайнус Полінг             | Лайнус Карл Полінг (1901—1994)             | США             | «За дослідження природи хімічного зв'язку і її застосування для визначення структури сполук»                             |
| 1955 |                           | Вінсент дю Віньо (1901—1978)               | США             | «За роботу з біологічно активними сполуками сірки, і перш за все за вперше здійснений синтез поліпептідного гормону»     |
| 1956 |                           | Сиріл Норман Гіншелвуд (1897—1967)         | Велика Британія | «За дослідження в області механізмів хімічних реакцій»                                                                   |
| 1956 | Микола Семенов (праворуч) | Микола Миколайович Семенов (1896—1986)     | СРСР            | «За дослідження в області механізмів хімічних реакцій»                                                                   |
| 1957 |                           | Александер Тодд (1907—1997)                | США             | «За роботи з нуклеотидів і нуклеотидних коеферментів»                                                                    |
| 1958 |                           | Фредерік Сенгер (1918—2013)                | США             | «За встановлення структур білків, особливо інсуліну»                                                                     |
| 1959 | Ярослав Гейровський       | Ярослав Гейровський (1890—1967)            | Чехія           | «За відкриття і розвиток полярографічних методів аналізу»                                                                |
| 1960 |                           | Віллард Франк Ліббі (1908—1980)            | США             | «За введення методу використання вуглецю-14 для визначення віку в археології, геології, геофізиці і інших галузях науки» |

### 1961—1970
| Рік  | Портрет         | Ім'я                                   | Країна          | Обґрунтування |
| ---- | --------------- | -------------------------------------- | --------------- | --- |
| 1961 |                 | Мелвін Калвін (1911—1997)              | США             | «За дослідження засвоєння діоксиду вуглецю рослинами» |
| 1962 |                 | Макс Фердинанд Перуц (1914—2002)       | Велика Британія | «За дослідження структури глобулярних білків» |
| 1962 |                 | Джон Кендрю (1917—1997)                | Велика Британія | «За дослідження структури глобулярних білків» |
| 1963 |                 | Карл Ціглер (1898—1973)                | Німеччина       | «За відкриття у галузі хімії та технології високомолекулярних полімерів»                                                                                          |
| 1963 |                 | Джуліо Натта (1903—1979)               | Італія          | «За відкриття у галузі хімії та технології високомолекулярних полімерів»                                                                                          |
| 1964 |                 | Дороті Кроуфут Ходжкін (1910—1994)     | Велика Британія | «За визначення за допомогою рентгенівських променів структур біологічно активних речовин»                                                                         |
| 1965 |                 | Роберт Бернс Вудворд (1917—1979)       | США             | «За внесок в дослідження органічного синтезу» |
| 1966 | Роберт Маллікен | Роберт Сандерсон Маллікен (1896—1986)  | США             | «За фундаментальну роботу по хімічних зв'язках і електронній структурі молекул, здійснену за допомогою методу молекулярних орбіталей»                             |
| 1967 |                 | Манфред Ейген (1927—2019)              | Німеччина       | «За дослідження екстремально швидких хімічних реакцій, що стимулюються порушенням рівноваги за допомогою дуже коротких імпульсів енергії»                         |
| 1967 |                 | Роналд Норріш (1897—1978)              | Велика Британія | «За проведене ними дослідження надшвидких хімічних реакцій за допомогою зсуву рівноваги дуже коротким імпульсом»                                                  |
| 1967 |                 | Джордж Портер (1920—2002)              | Велика Британія | «За проведене ними дослідження надшвидких хімічних реакцій за допомогою зсуву рівноваги дуже коротким імпульсом»                                                  |
| 1968 |                 | Ларс Онсагер (1903—1976)               | США             | «За відкриття співвідношень взаємності в незворотних процесах, названих його ім'ям, які мають принципово важливе значення для термодинаміки незворотних процесів» |
| 1969 |                 | Дерек Харолд Річард Бартон (1918—1998) | Велика Британія | «За внесок у розвиток конформаційної концепції і її застосування в хімії»                                                                                         |
| 1969 |                 | Одд Хассель (1897—1981)                | Норвегія        | «За внесок у розвиток конформаційної концепції і її застосування в хімії»                                                                                         |
| 1970 |                 | Луїс Федеріко Лелуар (1906—1987)       | Аргентина       | «За відкриття першого цукрового нуклеотиду і дослідження його функцій в перетворенні цукру і в біосинтезі складних вуглеводів»                                    |

### 1971—1980
| Рік  | Портрет | Ім'я                                | Країна                     | Обґрунтування |
| ---- | ------- | ----------------------------------- | -------------------------- | --- |
| 1971 |         | Герхард Герцберг (1904—1999)        | Канада                     | «За його внесок в розуміння електронної структури і будови молекул, особливо вільних радикалів»                                          |
| 1972 |         | Крістіан Бемер Анфінсен (1916—1995) | США                        | «За роботу по дослідженню рибонуклеази, особливо взаємозв'язки між амінокислотною послідовністю і її біологічно активними конформаціями» |
| 1972 |         | Станфорд Мур (1913—1982)            | США                        | «За внесок в прояснення зв'язку між хімічною структурою і каталітичною дією активного центру молекули рибонуклеази»                      |
| 1972 |         | Вільям Говард Стайн (1911—1980)     | США                        | «За внесок в прояснення зв'язку між хімічною структурою і каталітичною дією активного центру молекули рибонуклеази»                      |
| 1973 |         | Ернст Отто Фішер (1918—2007)        | Німеччина                  | «За новаторську, виконану незалежно один від одного, роботу в області хімії металоорганічних, так званих сандвічевих, сполук»            |
| 1973 |         | Джефрі Вілкінсон (1921—1996)        | Велика Британія            | «За новаторську, виконану незалежно один від одного, роботу в області хімії металоорганічних, так званих сандвічевих, сполук»            |
| 1974 | :       | Пол Джон Флорі (1910—1985)          | США                        | «За фундаментальні досягнення в області теорії і практики фізичної хімії макромолекул»                                                   |
| 1975 |         | Джон Воркап Корнфорт (1917—2013)    | Австралія, Велика Британія | «За дослідження стереохімії реакцій ферментативного каталізу»                                                                            |
| 1975 |         | Владимир Прелог (1906—1998)         | Швейцарія                  | «За дослідження в області стереохімії органічних молекул і реакцій»                                                                      |
| 1976 |         | Вільям Нанн Ліпскомб (1919—2011)    | США                        | «За дослідження структури боранів, що прояснюють проблеми хімічних зв'язків»                                                             |
| 1977 |         | Ілля Пригожин (1917—2003)           | Бельгія                    | «За роботи по термодинаміці необоротних процесів, особливо за теорію диссипативних структур»                                             |
| 1978 |         | Пітер Денніс Мітчелл (1920—1992)    | Велика Британія            | «За внесок в розуміння процесу перенесення біологічної енергії, зроблений завдяки створенню хеміосмотичної теорії»                       |
| 1979 |         | Герберт Чарлз Браун (1912—2004)     | США                        | «За розробку нових методів органічного синтезу складних боро- та фосфоровмісних сполук»                                                  |
| 1979 |         | Георг Віттіг (1897—1987)            | Німеччина                  | «За розробку нових методів органічного синтезу складних боро- та фосфоровмісних сполук»                                                  |
| 1980 |         | Пол Берг (1926—2023)                | США                        | «За фундаментальні дослідження біохімічних властивостей нуклеїнових кислот, особливо рекомбінантної ДНК»                                 |
| 1980 |         | Волтер Гілберт (нар. 1932)          | США                        | «За їхній внесок щодо визначення послідовності основ у нуклеїнових кислотах»                                                             |
| 1980 |         | Фредерік Сенгер (1918—2013)         | Велика Британія            | «За їхній внесок щодо визначення послідовності основ у нуклеїнових кислотах»                                                             |

### 1981—1990
| Рік  | Портрет           | Ім'я                               | Країна          | Обґрунтування |
| ---- | ----------------- | ---------------------------------- | --------------- | --- |
| 1981 |                   | Кен'їті Фукуї (1918—1998)          | Японія          | «За розробку теорії перебігу хімічних реакцій»                                                                                                   |
| 1981 |                   | Роальд Гофман (нар. 1937)          | США             | «За розробку теорії перебігу хімічних реакцій»                                                                                                   |
| 1982 |                   | Аарон Клуг (1926—2018)             | Велика Британія | «За розробку методу кристалографічної електронної мікроскопії та прояснення структури біологічно важливих комплексів нуклеїнова кислота — білок» |
| 1983 |                   | Генрі Таубе (1915—2005)            | США             | «За вивчення механізмів реакцій з перенесенням електрона, особливо комплексів металів»                                                           |
| 1984 |                   | Роберт Брюс Мерріфілд (1921—2006)  | США             | «За запропоновану методологію хімічного синтезу на твердих матрицях»                                                                             |
| 1985 |                   | Герберт Аарон Гауптман (1917—2011) | США             | «За видатні досягнення в розробці прямого методу розшифровки структур»                                                                           |
| 1985 | Джером Карлі      | Джером Карлі (1918—2013)           | США             | «За видатні досягнення в розробці прямого методу розшифровки структур»                                                                           |
| 1986 |                   | Дадлі Роберт Хершбах (нар. 1932)   | США             | «За внесок у розвиток досліджень динаміки елементарних хімічних процесів»                                                                        |
| 1986 |                   | Ян Лі (нар. 1936)                  | США             | «За внесок у розвиток досліджень динаміки елементарних хімічних процесів»                                                                        |
| 1986 |                   | Джон Чарлз Полані (нар. 1929)      | Канада          | «За внесок у розвиток досліджень динаміки елементарних хімічних процесів»                                                                        |
| 1987 |                   | Дональд Джеймс Крам (1919—2001)    | США             | «За розробку і застосування молекул із структурно-специфічними взаємодіями високої вибірковості»                                                 |
| 1987 | Жан Марі Льон     | Жан-Марі Лен (нар. 1939)           | Франція         | «За розробку і застосування молекул із структурно-специфічними взаємодіями високої вибірковості»                                                 |
| 1987 |                   | Чарлз Педерсен (1904—1989)         | США             | «За розробку і застосування молекул із структурно-специфічними взаємодіями високої вибірковості»                                                 |
| 1988 |                   | Іоганн Дайзенхофер (1904—1989)     | Німеччина       | «За встановлення тривимірної структури фотосинтетичного реакційного центру»                                                                      |
| 1988 | Роберт Хубер      | Роберт Хубер (нар. 1937)           | Німеччина       | «За встановлення тривимірної структури фотосинтетичного реакційного центру»                                                                      |
| 1988 |                   | Хартмут Міхель (нар. 1948)         | Німеччина       | «За встановлення тривимірної структури фотосинтетичного реакційного центру»                                                                      |
| 1989 |                   | Сідней Олтмен (1939—2022)          | Канада, США     | «За відкриття каталітичних властивостей рибонуклеїнової кислоти»                                                                                 |
| 1989 | Томас Роберт Чек  | Томас Роберт Чек (нар. 1947)       | США             | «За відкриття каталітичних властивостей рибонуклеїнової кислоти»                                                                                 |
| 1990 | Елайс Джеймс Корі | Елайс Джеймс Корі (нар. 1928)      | США             | «За розвиток теорії і методології органічного синтезу»                                                                                           |

### 1991—2000
| Рік  | Портрет            | Ім'я                           | Країна            | Обґрунтування |
| ---- | ------------------ | ------------------------------ | ----------------- | --- |
| 1991 | Ріхард Ернст       | Ріхард Ернст (1933—2021)       | Швейцарія         | «За внесок у розвиток методології ядерної магнітної резонансної спектроскопії високого розділення»                                            |
| 1992 | Рудольф Маркус     | Рудольф Маркус (нар. 1923)     | США               | «За внесок в теорію реакцій переносу електрона в хімічних системах»                                                                           |
| 1993 | Кері Малліс        | Кері Малліс (1944—2019)        | США               | «За винахід методу полімеразної ланцюгової реакції»                                                                                           |
| 1993 |                    | Майкл Сміт (1932—2000)         | Канада            | «За фундаментальний внесок у встановленні олігонуклеотидно-базованого, локально-орієнтованого мутагенезу і його розвиток для вивчення білків» |
| 1994 |                    | Джордж Ола (1927—2017)         | США               | «За внесок в хімію карбокатіонів» |
| 1995 |                    | Пауль Крутцен (1933—2021)      | Нідерланди        | «За праці з атмосферної хімії, особливо в частині процесів утворення та розкладання озону»                                                    |
| 1995 |                    | Маріо Моліна (1943—2020)       | США               | «За праці з атмосферної хімії, особливо в частині процесів утворення та розкладання озону»                                                    |
| 1995 |                    | Шервуд Роуланд (1927—2012)     | США               | «За праці з атмосферної хімії, особливо в частині процесів утворення та розкладання озону»                                                    |
| 1996 |                    | Роберт Керл (1933—2022)        | США               | «За відкриття фулеренів» |
| 1996 |                    | Гаролд Крото (1939—2016)       | Велика Британія   | «За відкриття фулеренів» |
| 1996 |                    | Річард Смолі (1943—2005)       | США               | «За відкриття фулеренів» |
| 1997 | Пол Бойєр          | Пол Бойєр (1918—2018)          | США               | «За з'ясування ферментативного механізму, що лежить в основі синтезу аденозинтрифосфату (АТФ)»                                                |
| 1997 | Джон Вокер         | Джон Вокер (нар. 1941)         | Велика Британія   | «За з'ясування ферментативного механізму, що лежить в основі синтезу аденозинтрифосфату (АТФ)»                                                |
| 1997 | Йенс Крістіан Скоу | Йенс Крістіан Скоу (1918—2018) | Данія             | «За відкриття першого іон-транспортного ензиму Na+,K+-АТФази»                                                                                 |
| 1998 | Вальтер Кон        | Вальтер Кон (1923—2016)        | США               | «За розвиток теорії функціоналу густини» |
| 1998 | Джон Попл          | Джон Попл (1925—2004)          | Велика Британія   | «За розробку обчислювальних методів квантової хімії»                                                                                          |
| 1999 |                    | Ахмед Зевейл (1946—2016)       | Єгипет США        | «За дослідження перехідних станів, що виникають під час хімічних реакцій, з використанням фемтосекундної техніки»                             |
| 2000 |                    | Алан Хігер (нар. 1936)         | США               | «За відкриття провідності в полімерах» |
| 2000 |                    | Алан Макдіармід (1927—2007)    | США Нова Зеландія | «За відкриття провідності в полімерах» |
| 2000 |                    | Хідекі Сіракава (нар. 1936)    | Японія            | «За відкриття провідності в полімерах» |

### 2001—2010
| Рік  | Портрет                        | Ім'я                                 | Країна          | Обґрунтування |
| ---- | ------------------------------ | ------------------------------------ | --------------- | --- |
| 2001 | Вільям Ноулз (четвертий зліва) | Вільям Ноулз (1917—2012)             | США             | «За дослідження, що використовуються у фармацевтичній промисловості, — створення хіральних каталізаторів окислювально-відновних реакцій»                                 |
| 2001 |                                | Ріоджі Нойорі (нар. 1938)            | Японія          | «За дослідження, що використовуються у фармацевтичній промисловості, — створення хіральних каталізаторів окислювально-відновних реакцій»                                 |
| 2001 | Баррі Шарплесс                 | Баррі Шарплесс (нар. 1941)           | США             | «За дослідження, що використовуються у фармацевтичній промисловості, — створення хіральних каталізаторів окислювально-відновних реакцій»                                 |
| 2002 |                                | Джон Фенн (1917—2010)                | США             | «За розробку методів ідентифікації та аналізу структур біологічних макромолекул, і, зокрема, за розробку методів мас-спектрометричного аналізу біологічних макромолекул» |
| 2002 |                                | Танака Коїті (нар. 1959)             | Японія          | «За розробку методів ідентифікації та аналізу структур біологічних макромолекул, і, зокрема, за розробку методів мас-спектрометричного аналізу біологічних макромолекул» |
| 2002 |                                | Курт Вютріх (нар. 1938)              | Швейцарія       | «За розробку застосування ЯМР-спектроскопії для визначення тривимірної структури біологічних макромолекул в розчині»                                                     |
| 2003 |                                | Пітер Егр (нар. 1949)                | США             | «За відкриття іонного каналу» |
| 2003 |                                | Родерік Маккінон (нар. 1956)         | США             | «За вивчення структури і механізму іонних каналів» |
| 2004 |                                | Агарон Чехановер (нар. 1947)         | Ізраїль         | «За відкриття убіквітин-опосередкованого розкладання білка» |
| 2004 |                                | Аврам Гершко (нар. 1937)             | Ізраїль         | «За відкриття убіквітин-опосередкованого розкладання білка» |
| 2004 |                                | Ірвін Роуз (1926—2015)               | США             | «За відкриття убіквітин-опосередкованого розкладання білка» |
| 2005 |                                | Роберт Граббс (1942—2021)            | США             | «За внесок у розвиток методу метатези в органічному синтезі» |
| 2005 |                                | Річард Шрок (нар. 1945)              | США             | «За внесок у розвиток методу метатези в органічному синтезі» |
| 2005 |                                | Ів Шовен (1930—2015)                 | Франція         | «За внесок у розвиток методу метатези в органічному синтезі» |
| 2006 |                                | Роджер Девід Корнберг (нар. 1947)    | США             | «За дослідження механізму копіювання клітинами генетичної інформації» |
| 2007 |                                | Ґергард Ертль (нар. 1936)            | Німеччина       | «За дослідження хімічних процесів на поверхнях твердих тіл» |
| 2008 |                                | Мартін Чалфі (нар. 1947)             | США             | «За відкриття та розробку зеленого флюоресцентного білка (GFP)» |
| 2008 |                                | Осаму Сімомура (1928—2018)           | США             | «За відкриття та розробку зеленого флюоресцентного білка (GFP)» |
| 2008 |                                | Роджер Цянь (1952—2016)              | США             | «За відкриття та розробку зеленого флюоресцентного білка (GFP)» |
| 2009 |                                | Венкатараман Рамакрішнан (нар. 1952) | Велика Британія | «За дослідження структури та функції рибосоми» |
| 2009 |                                | Томас Стейц (1940—2018)              | США             | «За дослідження структури та функції рибосоми» |
| 2009 |                                | Ада Йонат (нар. 1939)                | Ізраїль         | «За дослідження структури та функції рибосоми» |
| 2010 |                                | Річард Гек (1931—2015)               | США             | «За реакції крос-каплінгу, що каталізуються паладієм, в органічному синтезі»                                                                                             |
| 2010 |                                | Еїті Негісі (1935—2021)              | Японія          | «За реакції крос-каплінгу, що каталізуються паладієм, в органічному синтезі»                                                                                             |
| 2010 |                                | Акіра Судзукі (нар. 1930)            | Японія          | «За реакції крос-каплінгу, що каталізуються паладієм, в органічному синтезі»                                                                                             |

### 2011—2020
| Рік  | Портрет | Ім'я                            | Країна                      | Обґрунтування |
| ---- | ------- | ------------------------------- | --------------------------- | --- |
| 2011 |         | Даніель Шехтман (нар. 1941)     | Ізраїль                     | «За відкриття квазікристалів»                                                                                          |
| 2012 |         | Роберт Лефковіц (нар. 1943)     | США                         | «За дослідження рецепторів G-білків»                                                                                   |
| 2012 |         | Браян Кобилка (нар. 1955)       | США                         | «За дослідження рецепторів G-білків»                                                                                   |
| 2013 |         | Мартін Карплус (нар. 1930)      | США Австрія                 | «За розвиток багатомасштабних моделей комплексних хімічних систем»                                                     |
| 2013 |         | Майкл Левітт (нар. 1947)        | Ізраїль США Велика Британія | «За розвиток багатомасштабних моделей комплексних хімічних систем»                                                     |
| 2013 |         | Арі Варшель (нар. 1940)         | Ізраїль США                 | «За розвиток багатомасштабних моделей комплексних хімічних систем»                                                     |
| 2014 |         | Ерік Бетциг (нар. 1960)         | США                         | «За розвиток флуоресцентної мікроскопії суперроздільної здатності»                                                     |
| 2014 |         | Вільям Мернер (нар. 1953)       | США                         | «За розвиток флуоресцентної мікроскопії суперроздільної здатності»                                                     |
| 2014 |         | Штефан Гелль (нар. 1962)        | Німеччина                   | «За розвиток флуоресцентної мікроскопії суперроздільної здатності»                                                     |
| 2015 |         | Томас Ліндаль (нар. 1938)       | Велика Британія             | «За механістичні дослідження щодо репарації ДНК»                                                                       |
| 2015 |         | Пол Модрич (нар. 1946)          | США                         | «За механістичні дослідження щодо репарації ДНК»                                                                       |
| 2015 |         | Азіз Санджар (нар. 1946)        | США                         | «За механістичні дослідження щодо репарації ДНК»                                                                       |
| 2016 |         | Жан-П'єр Соваж (нар. 1944)      | Франція                     | «За розробку і синтез молекулярних машин»                                                                              |
| 2016 |         | Фрейзер Стоддарт (нар. 1942)    | Велика Британія США         | «За розробку і синтез молекулярних машин»                                                                              |
| 2016 |         | Бернард Ферінга (нар. 1951)     | Нідерланди                  | «За розробку і синтез молекулярних машин»                                                                              |
| 2017 |         | Жак Дюбоше (нар. 1942)          | Швейцарія                   | «За розробку кріоелектронної мікроскопії для визначення структури з високою роздільною здатністю біомолекул у розчині» |
| 2017 |         | Йоахім Франк (нар. 1940)        | Німеччина США               | «За розробку кріоелектронної мікроскопії для визначення структури з високою роздільною здатністю біомолекул у розчині» |
| 2017 |         | Річард Гендерсон (нар. 1945)    | Велика Британія             | «За розробку кріоелектронної мікроскопії для визначення структури з високою роздільною здатністю біомолекул у розчині» |
| 2018 |         | Френсіс Арнольд (нар. 1956)     | США                         | «За керовану еволюцію ферментів»                                                                                       |
| 2018 |         | Джордж Сміт (нар. 1941)         | США                         | «За фагове відображення пептидів і антитіл»                                                                            |
| 2018 |         | Грегорі Вінтер (нар. 1951)      | Велика Британія             | «За фагове відображення пептидів і антитіл»                                                                            |
| 2019 |         | Джон Гудінаф (1922—2023)        | США                         | «За розвиток літій-іонних батарей»                                                                                     |
| 2019 |         | Стенлі Віттінгем (нар. 1941)    | Велика Британія             | «За розвиток літій-іонних батарей»                                                                                     |
| 2019 |         | Йосіно Акіра (нар. 1948)        | Японія                      | «За розвиток літій-іонних батарей»                                                                                     |
| 2020 |         | Емманюель Шарпантьє (нар. 1968) | Франція                     | «За розвиток методу редагування генома»                                                                                |
| 2020 |         | Дженніфер Дудна (нар. 1964)     | США                         | «За розвиток методу редагування генома»                                                                                |

### 2021—2030
| Рік  | Портрет | Ім'я                         | Країна              | Обґрунтування                                      |
| ---- | ------- | ---------------------------- | ------------------- | -------------------------------------------------- |
| 2021 |         | Беньямін Ліст (нар. 1968)    | Німеччина           | «За розвиток асиметричного органокаталізу»         |
| 2021 |         | Девід Макміллан (нар. 1968)  | Велика Британія США | «За розвиток асиметричного органокаталізу»         |
| 2022 |         | Каролін Бертоцці (нар. 1966) | США                 | «За розвиток клік-хімії та біоортогональної хімії» |
| 2022 |         | Мортен Мелдал (нар. 1954)    | Данія               | «За розвиток клік-хімії та біоортогональної хімії» |
| 2022 |         | Баррі Шарплесс (нар. 1941)   | США                 | «За розвиток клік-хімії та біоортогональної хімії» |
| 2023 |         | Муні Бавенді (нар. 1961)     | США                 | «За розробку методу створення квантових точок»     |
| 2023 |         | Луїс Брюс (нар. 1943)        | США                 | «За розробку методу створення квантових точок»     |
| 2023 |         | Олексій Єкімов (нар. 1945)   | Росія               | «За розробку методу створення квантових точок»     |
| 2024 |         | Девід Бейкер (нар. 1962)     | США                 | «За комп'ютерний дизайн білків»                    |
| 2024 |         | Деміс Гассабіс (нар. 1976)   | США                 | «За прогнозування структури білка»                 |
| 2024 |         | Джон Джампер (нар. 1985)     | США Велика Британія | «За прогнозування структури білка»                 |

1901–1910 •
1911–1920 •
1921–1930 •
1931–1940 •
1941–1950 •
1951–1960 •
1961–1970 •
1971–1980 •
1981–1990 •
1991–2000 •
2001–2010 •
2011—2020 •
2021—сьогодення

## Кількість лауреатів за країнами
Нижче наведено рейтинг країн відповідно до кількості їхніх Нобелівських лауреатів з хімії. У випадку, коли вказувалася приналежність лауреата до двох країн одночасно, кожній з цих країн надається півбала.
| Країна          | Кількість лауреатів |
| --------------- | ------------------- |
| США             | 73,5                |
| Німеччина       | 29                  |
| Велика Британія | 28,5                |
| Франція         | 10                  |
| Японія          | 7                   |
| Швейцарія       | 6                   |
| Швеція          | 4                   |
| Канада          | 3,5                 |
| Ізраїль         | 4                   |
| Нідерланди      | 4                   |
| Данія           | 2                   |
| Аргентина       | 1                   |
| Бельгія         | 1                   |
| Фінляндія       | 1                   |
| Італія          | 1                   |
| Нова Зеландія   | 1                   |
| Норвегія        | 1                   |
| Австрія         | 1                   |
| СРСР            | 1                   |
| Чехословаччина  | 1                   |
| Угорщина        | 1                   |
| Єгипет          | 0,5                 |
| Австралія       | 0,5                 |